# 萨卡加维亚火山口
萨卡加维亚破火山口 （英語：Sacajawea Patera）是一个巨大而略长的火山口，位于金星拉克西米（吉祥天）平整高原的伊师塔高地西部。本图片中心坐标为北纬64.5度、东经337度，宽约420公里（260英里）。萨卡加维亚破火山口凹陷深度约1-2公里（0.6-1.2英里），直径120×215公里（74×133英里）；沿西南 - 东北方向伸长。